# Сосна кедрова європейська (Івано-Франківська область)
Сосна кедрова європейська — ботанічна пам'ятка природи місцевого значення. Об'єкт розташований на території Яремчанської міської ради Івано-Франківської області, Поляницьке лісництво, квартал 37, виділ 4.
Площа — 0,0200 га, статус отриманий у 1972 році.